# La Bête lumineuse
Pour plus de détails, voir Fiche technique et Distribution.
La Bête lumineuse est un film documentaire québécois réalisé par Pierre Perrault, sorti en 1982.
Le film a été tourné à Maniwaki, dans la région de l'Outaouais, au Québec. Le réalisateur suit quelques citadins à la chasse à l'orignal. 

## Fiche technique
- Titre : La Bête lumineuse
- Réalisateur : Pierre Perrault, assisté d'Yvan Dubuc
- Production : Jacques Bobet
- Photographie : Martin Leclerc
- Assistant caméra : Philippe Martel
- Montage : Suzanne Allard, assistée de Louis Blair et Michelle Guérin
- Son : Yves Gendron
- Montage sonore : Gilles Quintal
- Mixage : Jean-Pierre Joutel
- Électricien : Roger Martin
- Format : 16 mm – Couleur – Mono
- Pays :  Canada
- Genre : Documentaire
- Durée : 128 minutes
- Date de sortie : 15 octobre 1982

## Distribution
- Louis-Philippe Lécuyer : canotier
- Philippe Cross : canotier
- Stéphane-Albert Boulais : archer
- Maurice Chaillot : archer
- Bernard L'Heureux : orignal
- Michel Guyot : orignal
- Maurice Aumont : chasseur d'ours
- Claude Lauriault : chasseur d'ours